# قناة القدس

شعار ، 2009

قناة القدس الفضائية قناة فضائية عربية كانت تبث من بيروت على القمر الاصطناعي نايل سات وعرب سات، بدأت البث الرسمي الكامل في 1 نوفمبر 2008م.
أسسها مجموعة من الشخصيات الفلسطينية المغتربة، أفردت مساحة كبيرة من برامجها للقدس المحتلة واللاجئين والأسرى وفلسطين.
كانت برامجها منوعة تعطي خلالها مساحات جيدة للأخبار والبرامج السياسية والحوارية والاجتماعية، ركزت على قضايا الشارع الفلسطيني. وكانت القناة قد بدأت السبت (2008/15/3) بثها التجريبي.

## تردداتها
بثت القناة عبر قمر النايل سات على تردد (10892 / H / 27500)، وعلى قمر العربسات «بدر3» على تردد (11804 / H / 27500)
حملت القناة رمزا يظهر صورة لقبة الصخرة، وكلمتي القدس باللغتين العربية والإنجليزية باللونين الأزرق والذهبي.

## الهوية
هي قناة تلفزيونية عربية تعنى بالشأن الفلسطيني.. مرخصة في لندن ولها مكاتب في قطاع غزة والضفة الغربية وبيروت ودمشق.. تملكها شركة راديو وتلفزيون القدس..وتبث باللغة العربية على مدار 24 ساعة.

## الرسالة
إبراز أهمية فلسطين والقدس للأمة العربية والإسلامية ومركزيتها.. والتأكيد على عدالة قضيتها.. وتصحيح الفهم تجاهها عربيا˝ودوليا˝.. والعمل على حشد الجهود والطاقات لدعمها ومساعدة أهلها.. وتوثيق أخبارها ووقائعها..ضمن سياسة تحريرية متوازنة. تلتزم بمبادئ العمل الإعلامي وأخلاقياته.
وقد اتخذت شعار (القدس موعدنا..).

## تضييق في الضفة الغربية
تواجه قناة القدس تضييقات عدة في الضفة الغربية من السلطة الفلسطينية ممثلة بحركة فتح، وقددانت عدة مؤسسات إعلامية فلسطينية اعتقال الصحفي سامر خويرة مراسل قناة القدس الفضائية في نابلس، وطالبت باعتقاله وبقية زملائه الصحفيين الذين قالت إن عددهم تجاوز الستة.
وقالت هذه المؤسسات ومنها كتلة الصحفي الفلسطيني ومنتدى الإعلاميين الفلسطينيين في بيانات تسلمت قناة الجزيرة نسخا منها إنها ترفض "الاجراءات القمعيه التي تقوم بها الأجهزة الأمنية على الصحفيين الفلسطينيين، مستنكرة "صمت نقابة الصحفيين الفلسطينيين" على ذلك واتهمتها بالتواطؤ مع الأجهزة الأمنية.
وأكدت المؤسسات الغاضبة «هذه ليست المرة الأولى التي يتم فيها التغاضي عن اعتداء جهازا الأمن الوقائي والمخابرات بمدينة نابلس على الصحفيين، وكان يتم التحقيق معه بشأن العمل بالقناة ومن القائمين عليها وهوياتهم، وكيف يتم تمويلها، وهويات المراسلين، ومن يقرر النشرات الإخبارية وعمل القصص والتقارير ومن يجري تعديلات وهل هناك توجيه من أحد في ذلك؟».
وتم استدعاء الصحفي أحمد بيكاوي مراسل قناة القدس في جنين من قبل جهاز الأمن الوقائي التابع حركة فتح بمدينة رام الله. وتم استدعاء مراسلي القدس في مدينة رام الله إبراهيم الرنتيسي وممدوح حمارة من ذات الجهاز في رام الله، هذا وكان جهاز الأمن الوقائي قد قام بقتل عصام الريماوي مصور وكالة وفا في مقر مكتبه بمدينة رام الله.

## الاغلاق
إغلاق قناة القدس الفضائية بسبب أزمة مالية حادة في 10 فبراير 2019.